# Rajon Wolowez
Der Rajon Wolowez (ukrainisch Воловецький район/Wolowezkyj rajon; russisch Воловецкий район/Wolowezki rajon) war eine Verwaltungseinheit im äußersten Westen der Ukraine und gehörte zur Oblast Transkarpatien. Der Rajon hatte 25.336 Einwohner (Stand Februar 2006) und erstreckte sich über eine Fläche von 543,9 km². Sein Verwaltungssitz war Wolowez.

## Geographie
Das Klima des Rajons war gemäßigt kontinental, die durchschnittliche Jahresniederschlagsmenge betrug 1200 mm.
Die höchsten Berge des Rajons waren der Plaj (1331 m), der Temnatyk (1344 m), der Pikuj (1408 m), der Welykyj Werch (1598 m) und der Stoj (1681 m). Die wichtigsten Flüsse des Gebietes waren die Latoryzja, die Wytscha und die Schdenijwka. Das Gebiet verfügte über 37.200 Hektar Waldfläche und über 7 Mineralquellen.
Der Rajon Wolowez wurde von der Straße M 06, die von Kiew nach Tschop führt, und von der Eisenbahnlinie Moskau – Lwiw – Tschop – Budapest durchquert. Außerdem führten die Gaspipeline „Erdgastrasse“ Gasfeld Urengoi – Pomary – Uschhorod, die Starkstromleitungen Myr (Frieden) und Braterstwo (Bruderschaft) und die Ölpipeline Druschba (Freundschaft) durch den Rajon.
Der Rajon lag im Nordwesten der Oblast Transkarpatien. Er grenzte im Norden an den Rajon Turka (in der Oblast Lwiw), im Nordosten an den Rajon Skole (Oblast Lwiw), im Osten an den Rajon Mischhirja, im Süden an den Rajon Swaljawa, im Südwesten an den Rajon Peretschyn sowie im Nordwesten an den Rajon Welykyj Beresnyj.

## Geschichte
Die Verwaltungseinheit wurde am 22. Januar 1946 als Okrug Wolowez errichtet, 1953 wurde der Okrug dann in den Rajon Wolowez umgewandelt. 1962 kam es im Zuge der Konsolidierung von Verwaltungseinheiten zur Auflösung des Rajons, das Gebiet wurde dem Rajon Swaljawa zugeordnet, nach einem Ukas des Obersten Sowjets vom 4. Januar 1965 wurde der Rajon allerdings in seiner späteren Form wiederhergestellt. Im Rahmen der administrativ-territorialen Reform im Jahr 2020 wurde der Rajon aufgelöst, sein Gebiet bildet seither den Nordteil des neuen Rajons Mukatschewo.

## Administrative Gliederung
Auf kommunaler Ebene war der Rajon in 2 Siedlungsratsgemeinden und 13 Landratsgemeinden unterteilt, denen jeweils einzelne Ortschaften untergeordnet waren.
Zum Verwaltungsgebiet gehörten:
- 2 Siedlungen städtischen Typs
- 24 Dörfer

### Siedlungen städtischen Typs
| Name                     | Name       | Name       | Name             | Name        | Name      | Name    |
| ukrainisch transkribiert | ukrainisch | russinisch | russisch         | slowakisch  | ungarisch | deutsch |
| ------------------------ | ---------- | ---------- | ---------------- | ----------- | --------- | ------- |
| Wolowez                  | Воловець   | Воловец    | Volovec          | Volóc       | -         | 5.178   |
| Schdenijewo              | Жденієво   | Ждениево   | Ždeňová, Ždeňovo | Szarvasháza | -         | 1.128   |

### Dörfer
| Name                     | Name              | Name                                       | Name                               | Name                         | Name     | Name          | Gemeindezuordnung |
| ukrainisch transkribiert | ukrainisch        | russinisch                                 | slowakisch                         | ungarisch                    | russisch | Einwohnerzahl | Gemeindezuordnung |
| ------------------------ | ----------------- | ------------------------------------------ | ---------------------------------- | ---------------------------- | -------- | ------------- | ----------------- |
| Abranka                  | Абранка           | Абранка                                    | Abranka                            | Ábránka                      | -        | 589           | Abranka           |
| Bilasowyzja              | Біласовиця        | Беласовица (Belasowiza)                    | Bielasovice, Bilasowice            | Bagolyháza, Bilaszovica      | -        | 516           | Bilasowyzja       |
| Bukowez                  | Буковець          | Буковец                                    | Bukovec, Bukovce                   | Beregbárdos, Oroszbukóc      | -        | 598           | Bukowez           |
| Huklywyj                 | Гукливий          | Гукливый (Gukliwy)                         | Huklivý, Huklivá                   | Zúgó, Hukliva                | -        | 2.109         | Huklywyj          |
| Jalowe                   | Ялове             | Ялово (Jalowo)                             | Jalové, Jalovo                     | Jávor, Jalova                | -        | 278           | Pidpolossja       |
| Kanora                   | Канора            | Канора                                     | Kanora                             | Kanora                       | -        | 792           | Wolowez           |
| Kitschernyj              | Кічерний          | Кичерный (Kitscherny)                      | Kyčerný, Kičorna                   | Nagycserjés, Kicserna        | -        | 421           | Rostoka           |
| Kotelnyzja               | Котельниця        | Котельница (Kotelniza)                     | Kotelnice, Kotelnica               | Katlanfalu, Kotilnica        | -        | 444           | Tyschiw           |
| Lasy                     | Лази              | Лазы                                       | Lazy                               | Timsor                       | -        | 1.024         | Lasy              |
| Latirka                  | Латірка           | Латорка (Latorka)                          | Laturka                            | Latorcafő, Laturka           | -        | 599           | Bilasowyzja       |
| Nyschni Worota           | Нижні Ворота      | Нижние Ворота (Nischnije Worota)           | Nižní Verecky, Nižní Verecki       | Alsóverecke                  | -        | 2.504         | Nyschni Worota    |
| Paschkiwzi               | Пашківці          | Пашковцы (Paschkowzy)                      | Paškovce                           | Hidegrét, Páskóc             | -        | 153           | Schtscherbowez    |
| Perechresnyj             | Перехресний       | Перекрестный (Perekrestny)                 | Perechrestná                       | Pereháza, Perekraszna        | -        | 360           | Rostoka           |
| Pidpolossja              | Підполоззя        | Подполозье (Podpolosje)                    | Podplazí, Pudpolozje               | Vezérszállás, Pudpolóc       | -        | 798           | Pidpolossja       |
| Rostoka                  | Розтока           | Ростока                                    | Roztoka                            | Alsóhatárszeg, Nagyrosztoka  | -        | 483           | Rostoka           |
| Sadilske                 | Задільське        | Задельское (Sadelskoje)                    | Zadilský, Zadilská                 | Rekesz, Zagyilszka           | -        | 415           | Nyschni Worota    |
| Sawadka                  | Завадка           | Завадка                                    | Závadka                            | Rákócziszállás               | -        | 1.087         | Werbjasch         |
| Schtscherbowez           | Щербовець         | Щербовец                                   | Šerbovec, Šerbovce                 | Beregsziklás, Serbóc         | -        | 251           | Schtscherbowez    |
| Sbyny                    | Збини             | Збыны                                      | Zbyny, Zbun                        | Izbolya, Zbún                | -        | 221           | Schdenijewo       |
| Skotarske                | Скотарське        | Скотарское (Skotarskoje)                   | Skotarský, Skotarsko               | Kisszolyva, Szkotárszka      | -        | 1.413         | Skotarske         |
| Tyschiw                  | Тишів             | Тишев (Tischew)                            | Tišov, Tišova                      | Csendes, Tiszova             | -        | 517           | Tyschiw           |
| Werbjasch                | Верб’яж           | Вербяж                                     | Verbjaž, Verbiaš                   | Verebes, Verbiás             | -        | 916           | Werbjasch         |
| Werchni Worota           | Верхні Ворота     | Верхние Ворота (Werchnije Worota)          | Vyšní Verecky, Vyžní Verecki       | Felsőverecke                 | -        | 2.258         | Werchni Worota    |
| Werchnja Hrabiwnyzja     | Верхня Грабівниця | Верхняя Грабовница (Werchnjaja Grabowniza) | Vyšné Hrabovnice, Vyžná Hrabovnica | Felsőgereben, Felsőhrabonica | -        | 422           | Pidpolossja       |